# Arthur Rougier
Arthur Rougier, född 20 juli 2000, är en fransk racerförare. Han vann år 2017 franska F4-mästerskapet. År 2021 tävlar han i GT World Challenge Europe Endurance Cup för Emil Frey Racing. År 2018 tillhörde han Renault Sport Academy.